# Paolo Venini

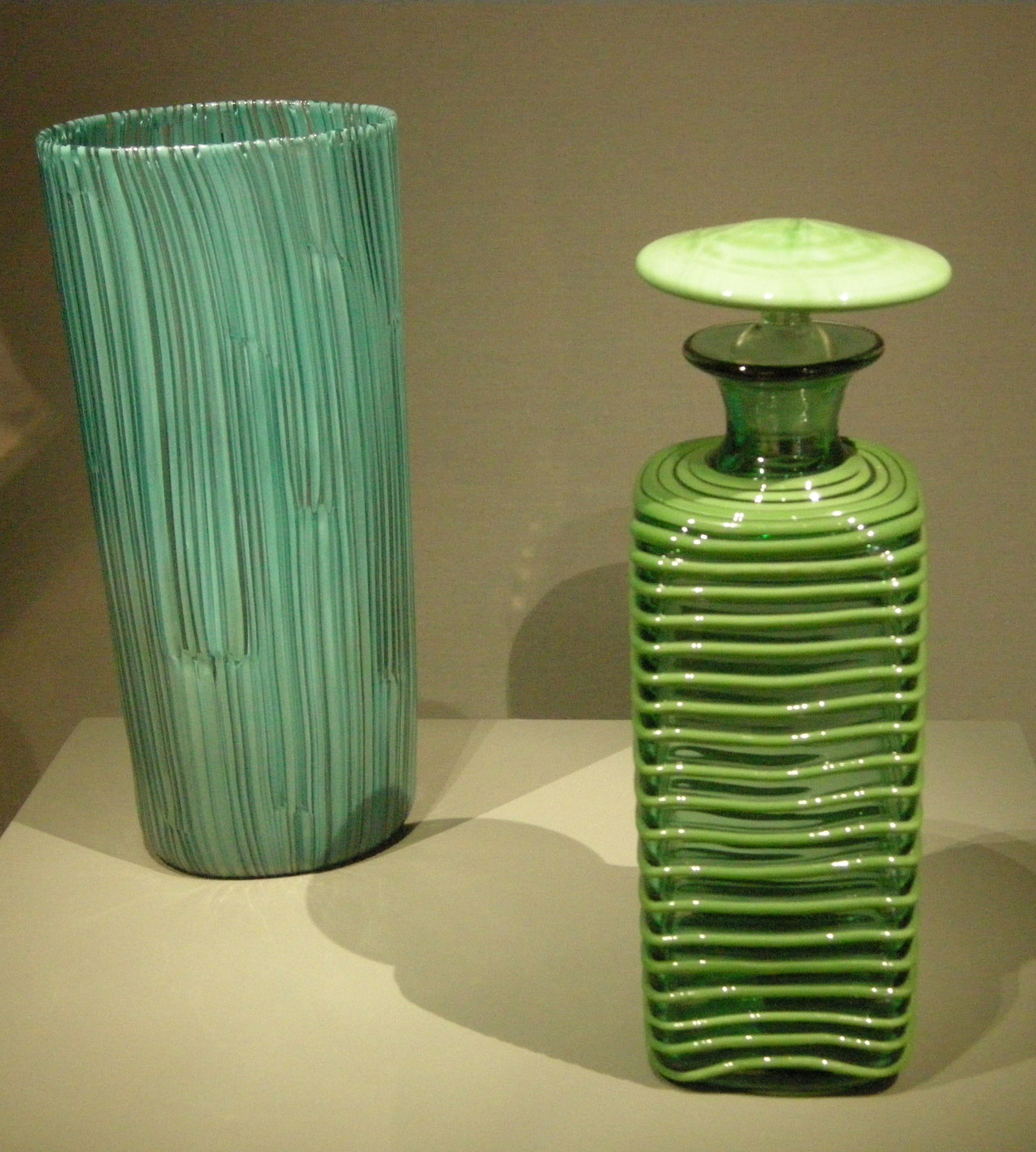
Glasvaror av Venini.

Paolo Venini, född 1896 i Cusano, Italien, död 22 juli 1959, var en italiensk glaskonstnär och en ledande kraft inom produktionen av muranoglas.

## Biografi
Efter tjänstgöring i italienska armén under första världskriget utbildade sig Venini till advokat och öppnade en praktik i Milano. Han utvecklade snart bekantskap med Giacomo Cappellin, som ägde en antikaffär i Milano.
År 1921 startade Venini och Cappellin tillsammans en glasfabrik på öarna Murano, som blev grunden till det historiska glasproduktionscentret i lagunen i Venedig, under namnet Vetri Soffiati Muranesi Cappellin Venini & Co. Med Luigi Ceresa och Emilio Hochs som finansiärer kunde de köpa den nyligen stängda Muranoglasfabriken av Andrea Rioda, hyra företagets glasblåsare och behålla Rioda själv som teknisk chef för företaget.
Deras planer gick emellertid först fel när Rioda dog innan produktionen hade kommit igång. Flera av de viktigaste glasblåsare slutade för att starta en konkurrande fabrik under namnet Successori Andrea Rioda. Ändå blev satsningen framgångsrik och blomstrade med stöd från grundarnas distributionskontakter i Milano. Företaget gynnades också av deras ambitioner att införa nya, moderna designkoncept.
Efter tvister drog sig Cappellin ur företaget 1925, med de flesta av företagets glasblåsare, och lanserade en konkurrent. Venini omorganiserade med nya glasblåsare, först som Soffiati Muranesi Venini & Co. och senare som Venini & Co., och uppnådde en position som ledande designer inom Muranoföretagen. Venini själv spelat en stor roll  att utforma flera av företagets bäst kända produkter, inklusive den berömda "fazzoletto" (näsduk)-serien som han skapade tillsammans med designern Fulvio Bianconi. Venini finns representerad vid bland annat Nationalmuseum i Stockholm.
Efter Veninis död 1959 fortsatte först företagets drift av andra familjemedlemmar men såldes sedan 1985.